# Lichenopora loveni
Lichenopora loveni är en mossdjursart som beskrevs av John Borg 1944. Lichenopora loveni ingår i släktet Lichenopora och familjen Lichenoporidae. Inga underarter finns listade i Catalogue of Life.